# 섣달그믐

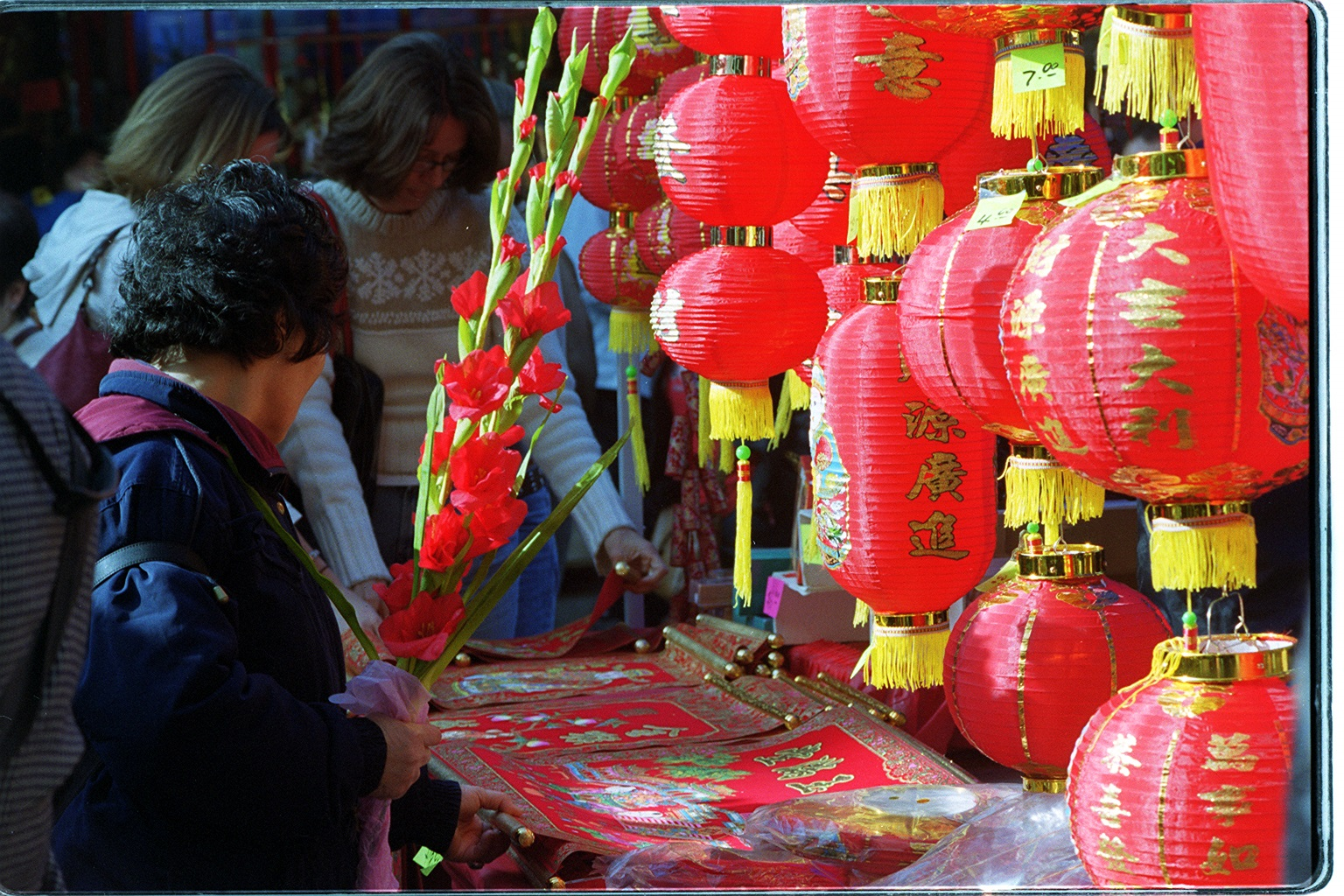

섣달그믐은 음력 12월의 마지막 날로, 음력 12월 30일 또는 음력 12월 29일이다. 동아시아에서는 음력으로 한 해의 마지막 날을 기려 나라마다 각각의 고유한 풍속을 가지고 있다.
대한민국에서는 음력 12월의 명절로, 대회(大晦)라고도 하며, 설(음력 1월 1일) 전날이다. 섣달그믐의 밤은 제야(除夜) 또는 제석(除夕)이라고 한다.
21세기 현대 사회에 들면서 동양에서도 12월 31일을 섣달그믐이라고 일컫는 추세가 늘어나고 있다.

## 같이 보기
- 설날
- 설 (음력 1월 1일)
- 신년전야 (양력 12월 31일)
- 오미소카 (양력)